# NGC 1040
NGC 1040 (NGC 1053) é uma galáxia leticular localizada na direção da constelação de Perseus. Possui uma declinação de +41º 30' 03" e uma ascensão reta de 2 horas, 43 minutos e 12,4 segundos.
A galáxia NGC 1040 foi descoberta 1871 por Édouard Jean-Marie Stephan.